# Deborah Secco
Deborah Fialho Secco Moura (sinh ngày 26 tháng 11 năm 1979) là một nữ diễn viên sân khấu và điện ảnh người Brazil.

## Nghề nghiệp
Năm 8 tuổi, cô đã ra mắt truyền hình trong quảng cáo; lúc 10 tuổi, dàn dựng cảnh tượng đầu tiên của cô, Brincando de Era uma Vez; và năm 11 tuổi, cô đã diễn xuất trong cuốn tiểu thuyết đầu tiên của mình, Mico Preto của Rede Globo. Trong bốn năm tiếp theo, cô sẽ cống hiến cho nhà hát, và sẽ xuất hiện đặc biệt trong các sê-ri và miniseries của Globo.
Trong khi đóng vai trên sân khấu, chẳng hạn như Sapatinhos Vermelhos, mà mang về cho cô đề cử cho giải thưởng Coca Cola Theatre, trong danh mục của Đột phá Nữ diễn viên xuất sắc nhất, truyền hình tham gia tập phim "Tabu" và "Mamãe Coragem", Voce Quyết định chương trình, của những đứa trẻ trường của Escolinha làm giáo sư Raimundo, trong lễ kỷ niệm Ngày thiếu nhi, cả năm 1992. Sau đó, cô đã tham gia đặc biệt vào miniseries Contos de Verão và tham gia vào vở kịch O Soldadinho de Chumbo. Sau đó, cô đã dàn dựng A Roupa Nova do Imperador, 1994, khi cô chuyển đến TV Cultura, nơi cô đóng vai chính trong loạt phim Confissões de Adolescente, trong đôi giày của Carol thông minh, một công việc giúp cô nổi tiếng, được công nhận và kiếm được cô ấy được giải thưởng APCA trong hạng mục Nữ diễn viên đột phá.
Năm 1995, cô trở lại Rede Globo, nơi cô ở lại cho đến ngày nay với hợp đồng độc quyền của nghệ sĩ bước đầu tiên, và diễn xuất trong cuốn tiểu thuyết đầu tiên của cô, A Próxima Vítima. Năm 1996, cô đóng vai tiểu thuyết Vira-Lata đầy tinh thần của Barbara, người vì một phần hay của cốt truyện giả vờ là một cậu bé, được đặt tên là Tatu. Sau đó, cô xuất hiện trong tiểu thuyết Zazá, như Dora, cháu gái của nhân vật chính sống bởi Fernanda Montenegro, và, năm 1998, diễn xuất trong tiểu thuyết đầu tiên của cô trong số sáu, Era uma Vez..., như Emília, cô gái tinh nghịch sống ở nội thất.